# 金安上
金 安上（きん あんじょう、? - 紀元前55年）は、前漢の人。漢の宣帝の側近。父は匈奴出身の金倫（金日磾の弟）。

## 略歴
若くして侍中となり、篤実で知恵が回ったので宣帝は彼を寵愛した。地節元年（紀元前69年）に楚王劉延寿の反乱計画発覚の際、計画を暴ことに関与し、関内侯の爵位と食邑300戸を賜った。
大将軍霍光死後、親政を始めた宣帝に重用されるようになった。霍光の一族は反乱を企んだが、そのことを知った者が期門の董忠に告げ、董忠は左曹楊惲に告げ、楊惲は侍中金安上に告げた。金安上は宮中の門に霍氏を入れないよう伝令した。そのお陰で霍氏は捕らえられ、この功績で金安上は楊惲らと共に列侯（都成侯）に封じられ（地節4年（紀元前66年））、その後建章衛尉となった。
五鳳3年（紀元前55年）に死亡した。敬侯と諡され、杜陵（宣帝陵）内の墓地を与えられた。都成侯は子の金常が継いだ。子は金常・金敞・金岑・金明の4人がおり、いずれも高官や皇帝の側近となり、特に金敞は成帝に寵愛された。